# Dear Jessie
"Dear Jessie" là một bài hát của ca sĩ nhạc pop người Mỹ Madonna nằm trong album phòng thu thứ tư của cô, Like a Prayer. Nó được phát hành giới hạn ở một vài nước châu Âu cũng như Úc và Nhật Bản vào ngày 10 tháng 12 năm 1989 bởi Sire Records như là đĩa đơn thứ 5 trích từ album.

## Danh sách track
- Đĩa 7" / đĩa hình 7" tại Vương quốc Anh[1][2]

1. "Dear Jessie" – 4:20
2. "Till Death Do Us Part" – 5:09

- Đĩa 12" /CD tại Vương quốc Anh[3][4]

1. "Dear Jessie" – 4:20
2. "Till Death Do Us Part" – 5:09
3. "Holiday" (bản 12") – 6:20

## Danh sách các phiên bản chính thức
- Bản album (4:20)

## Xếp hạng
| Bảng xếp hạng (1989)                 | Vị trí cao nhất |
| ------------------------------------ | --------------- |
| Australian Singles Chart             | 51              |
| Austrian Singles Chart               | 21              |
| Dutch Top 40                         | 25              |
| Eurochart Hot 100 Singles            | 9               |
| German Singles Chart                 | 19              |
| Irish Singles Chart                  | 3               |
| Japanese International Singles Chart | 25              |
| Spanish Singles Chart                | 17              |
| Swiss Singles Chart                  | 16              |
| UK Singles Chart                     | 5               |

| Quốc gia                                                                           | Chứng nhận | Số đơn vị/doanh số chứng nhận |
| ---------------------------------------------------------------------------------- | ---------- | ----------------------------- |
| Anh Quốc (BPI)                                                                     | Bạc        | 255,000                       |
| * Chứng nhận dựa theo doanh số tiêu thụ. ^ Chứng nhận dựa theo doanh số nhập hàng. |            |                               |